# Eu Vou p'ra Maracangalha
Eu Vou p'ra Maracangalha é o quarto álbum do cantor e compositor brasileiro Dorival Caymmi, lançado em 1957. Gravado pela Odeon tal como os seus antecessores.

## Faixas
| N.º | Título                       | Duração |  |
| 1.  | "Maracangalha"               | 2:47    |  |
| 2.  | "Samba da Minha Terra"       | 1:54    |  |
| 3.  | "Saudade da Bahia"           | 2:51    |  |
| 4.  | "Acontece que eu sou Baiano" | 2:44    |  |
| 5.  | "Fiz uma Viagem"             | 2:28    |  |
| 6.  | "Vatapá"                     | 2:14    |  |
| 7.  | "Roda Pião"                  | 2:52    |  |
| 8.  | "365 Igrejas"                | 2:25    |  |

Todas as canções foram compostas e interpretadas por Dorival Caymmi.